# Lichtenberg Sándor
Mindszenti Lichtenberg Sándor (Budapest, 1880. január 20. – Mexikóváros, 1949. április 21.) urológus, egyetemi tanár.

## Életpályája
Lichtenberg Kornél (1848–1933) fül-orr-gégész és várpalotai Palotai (Hirschler) Júlia fiaként született zsidó családban. A Budapesti Evangélikus Főgimnáziumban érettségizett. Tanulmányait a Budapesti Tudományegyetem Orvostudományi Karán folytatta. Medikusként a budapesti II. sz. Anatómiai Intézetben dolgozott. Orvosi tanulmányai végeztével a Heidelbergi Egyetemi Kórház Sebészeti Osztályán kapott állást. Akkori asszisztensével, Friedrich Voelckerrel 1912-ben megalapította a Zeitschrift für Urologische Chirurgie című orvosi szakfolyóiratot. Pályafutásának következő állomásán, Strasburgban, Otto Mandelung irányítása alatt működött a Strasbourgi Egyetem Klinikáján asszisztensi beosztásban. Munkássága kezdetén még megoszlott az érdeklődése a sebészet és urológia között, de kutatásai rövidesen már csak az urológia előrehaladását szolgálták. A vesediagnosztika újabb módszerei című tárgykörben habilitált és docensi kinevezést kapott. Időközben a pesti Poliklinikán is osztályvezető főorvossá nevezték ki.
Az első világháború kitörésével a magyar hadsereg kötelékében katonai szolgálatra vonult be és előbb a hadsereg egyik sebészeti egységének főorvosa, majd a kassai magyar hadikórház igazgatója lett, ahol komoly szervező erejéről és orvosi tudásáról lett ismertté, melynek elismeréséül több katonai kitüntetést is kapott. Ezután egy évet még Magyarországon töltött, a miskolci kórház sebészeti osztályának főorvosaként. Távollétében a Strasbourgi Egyetemen tanári kinevezést kapott, azonban a város francia megszállása miatt ezt az állást nem foglalhatta el. 1917. március 4-én Budapesten feleségül vette Schneider Arankát, egy bécsi zsidó bankár lányát. 1920-ban – az ekkor már négytagú családjával – Berlinbe költözött, ahol hamarosan rendkívüli tanárrá nevezték ki, majd 1922-től urológus szaktanácsadóként segített a Szent Hedvig Kórház urológiai osztályának felállításában. 1929-ben Moses Swickkel közösen először készített használható röntgenfelvételeket a vesékről az Urosectan kontrasztanyag segítségével. Arthur Binz is részt vett a fejlesztésben. 
Társszerkesztője volt az ötkötetes Handbuch der Urologie című munkának, mely főleg a német, osztrák és svájci urológiai iskolák vezetőinek munkáit tartalmazza. A Német Urológiai Társaság elnöke, a Pennsylvaniai Egyetem díszdoktora és a Svéd Királyi Orvosi Társaság tiszteletbeli tagja.
A nemzetiszocialisták hatalomra kerülését követően minden tisztségéből elbocsátották és visszavonták tanítási engedélyét. Családjával Budapestre emigrált, ahol a magyarországi antiszemitizmus miatt már nem tudta megvetni a lábát, végül 1939-ben Mexikóba emigrált.

## Emlékezete
Lichtenberg Sándor emlékére a Német Urológiai Társaság és a Német Urológusok Szakmai Egyesülete a Takeda Pharma céggel közösen 2000 óta 5000 euróval járó Alexander von Lichtenberg-díjat adományoz a magánpraxisban dolgozó urológusoknak, akik „mindennapi munkájuk során kiemelkedő szolgáltatást nyújtanak a járóbeteg-urológia területén”. 

## Fordítás
- Ez a szócikk részben vagy egészben  az   Alexander von Lichtenberg című német Wikipédia-szócikk ezen változatának fordításán alapul.  Az eredeti cikk szerkesztőit annak laptörténete sorolja fel. Ez a jelzés csupán a megfogalmazás eredetét és a szerzői jogokat jelzi, nem szolgál a cikkben szereplő információk forrásmegjelöléseként.